# BT Весов
BT Весов (лат. BT Librae) — одиночная переменная звезда в созвездии Весов на расстоянии (вычисленном из значения параллакса) приблизительно 35413 световых лет (около 10858 парсеков) от Солнца. Видимая звёздная величина звезды — от +13,1m до +11,5m.

## Характеристики
BT Весов — жёлтая пульсирующая переменная звезда типа RV Тельца (RV) спектрального класса G. Эффективная температура — около 5954 К.